# La Môle
«  La Molle » redirige ici. Pour les autres significations, voir Molle.
Pour les articles homonymes, voir Mole.
La Môle est une commune française située dans le département du Var, en région Provence-Alpes-Côte d'Azur.

## Toponymie
La commune, instituée par la Révolution française sous le nom de « La Molle », en 1793, prend en 1862 celui de « La Môle ».

## Histoire

### Moyen Âge
La mort de la reine Jeanne Ire ouvre une crise de succession à la tête du comté de Provence, les villes de l’Union d'Aix (1382-1387) soutenant Charles de Duras contre Louis Ier d'Anjou. Le seigneur de La Môle, Jacques de Fos, soutient le duc d’Anjou dès le printemps 1382, ce soutien étant conditionné à la participation du duc à l’expédition de secours à la reine.

### Époque contemporaine

La Môle au tout début du XXe siècle
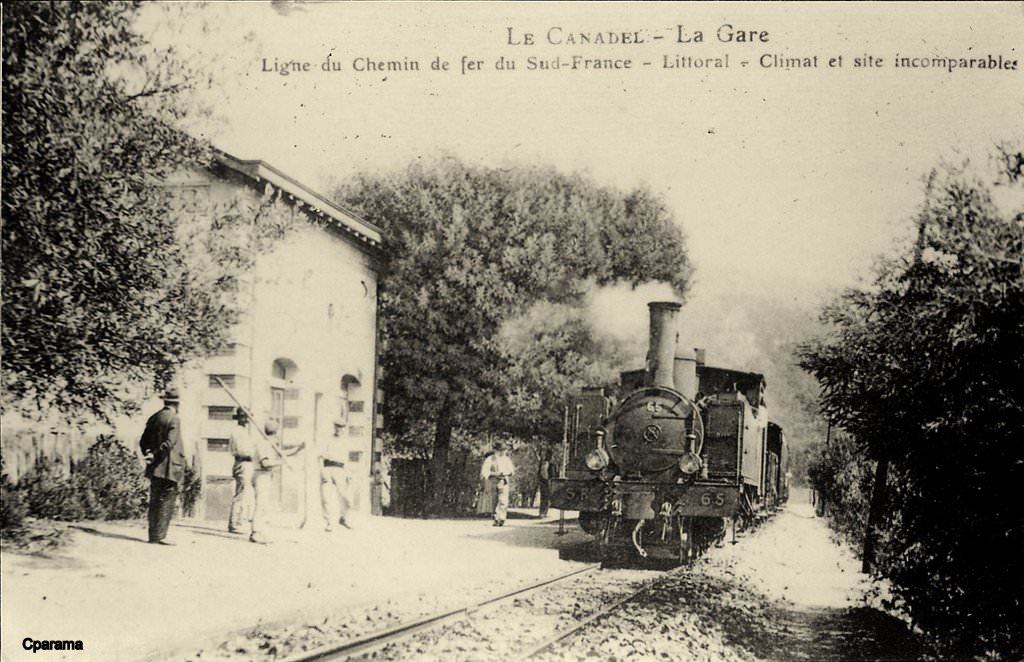
La gare du Sud-France

En 1949, la commune de Rayol-Canadel-sur-Mer est créée par détachement de celle de La Môle.

## Géographie

### Localisation
La Môle est située dans le massif des Maures, entre Cogolin à 8 km à l'est et Bormes-les-Mimosas à 16 km à l'ouest (route nationale 98), et à 12 km de Rayol-Canadel-sur-Mer au sud.

### Communes limitrophes
Les communes limitrophes sont  Bormes-les-Mimosas, Cavalaire-sur-Mer, Cogolin, Collobrières, Grimaud, Le Lavandou et Rayol-Canadel-sur-Mer.

### Géologie et relief
- Commune située en site naturel inscrit[4].
- Au Nord, les sommets de la Teissonnière, de l'Avelan et de la Ste Magdeleine.
- Chaîne méridionale des Maures[5].
- La forêt de La Garde-Freinet.
- Les plaines et vallons de Grimaud, Cogolin et La Môle.

### Hydrographie
La commune est traversée par deux rivières, la Verne et la Môle qui, en amont de sa confluence avec la Verne, s'appelle les Campeaux. Le barrage hydrographique de la Verne, qui sert à alimenter en eau la région (y compris le golfe de Saint-Tropez) est établi sur le territoire de la commune.
La Giscle traverse également la commune, ainsi que dix ruisseaux, dont : 
- Périer[7] ;
- Sainte-Madeleine.

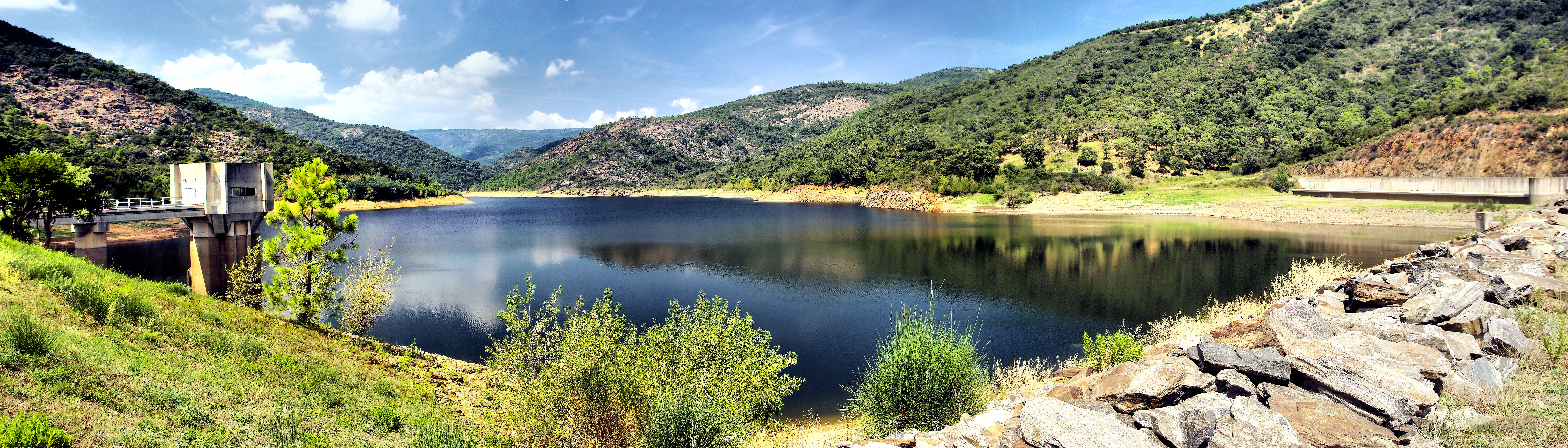
Barrage et lac de la Verne[8],[9].

### Climat
Pour des articles plus généraux, voir Climat de Provence-Alpes-Côte d'Azur et Climat du Var.
En 2010, le climat de la commune est de type climat méditerranéen franc, selon une étude du Centre national de la recherche scientifique s'appuyant sur une série de données couvrant la période 1971-2000. En 2020, Météo-France publie une typologie des climats de la France métropolitaine dans laquelle la commune est exposée à un climat méditerranéen et est dans la région climatique Var, Alpes-Maritimes, caractérisée par une pluviométrie abondante en automne et en hiver (250 à 300 mm en automne), un très bon ensoleillement en été (fraction d’insolation > 75 %), un hiver doux (8 °C) et peu de brouillards.
Pour la période 1971-2000, la température annuelle moyenne est de 14,8 °C, avec une amplitude thermique annuelle de 14,1 °C. Le cumul annuel moyen de précipitations est de 895 mm, avec 6,8 jours de précipitations en janvier et 1,5 jours en juillet. Pour la période 1991-2020, la température moyenne annuelle observée sur la station météorologique de Météo-France la plus proche, « Cogolin_sapc », sur la commune de Cogolin à 7 km à vol d'oiseau, est de 15,6 °C et le cumul annuel moyen de précipitations est de 958,0 mm. 
La température maximale relevée sur cette station est de 42 °C, atteinte le 22 août 2023 ; la température minimale est de −9,5 °C, atteinte le 30 décembre 2005,,.
Les paramètres climatiques de la commune ont été estimés pour le milieu du siècle (2041-2070) selon différents scénarios d'émission de gaz à effet de serre à partir des nouvelles projections climatiques de référence DRIAS-2020. Ils sont consultables sur un site dédié publié par Météo-France en novembre 2022.

## Urbanisme

### Typologie
Au 1er janvier 2024, La Môle est catégorisée bourg rural, selon la nouvelle grille communale de densité à sept niveaux définie par l'Insee en 2022.
Elle est située hors unité urbaine. Par ailleurs la commune fait partie de l'aire d'attraction de Cogolin, dont elle est une commune de la couronne,. Cette aire, qui regroupe 2 communes, est catégorisée dans les aires de moins de 50 000 habitants,.

### Occupation des sols
L'occupation des sols de la commune, telle qu'elle ressort de la base de données européenne d’occupation biophysique des sols Corine Land Cover (CLC), est marquée par l'importance des forêts et milieux semi-naturels (82,4 % en 2018), en diminution par rapport à 1990 (85,4 %). La répartition détaillée en 2018 est la suivante : 
forêts (56,7 %), milieux à végétation arbustive et/ou herbacée (25,7 %), zones agricoles hétérogènes (7,9 %), cultures permanentes (6 %), prairies (1 %), zones urbanisées (0,9 %), mines, décharges et chantiers (0,6 %), zones industrielles ou commerciales et réseaux de communication (0,5 %), espaces verts artificialisés, non agricoles (0,5 %), eaux continentales (0,1 %). L'évolution de l’occupation des sols de la commune et de ses infrastructures peut être observée sur les différentes représentations cartographiques du territoire : la carte de Cassini (XVIIIe siècle), la carte d'état-major (1820-1866) et les cartes ou photos aériennes de l'IGN pour la période actuelle (1950 à aujourd'hui).

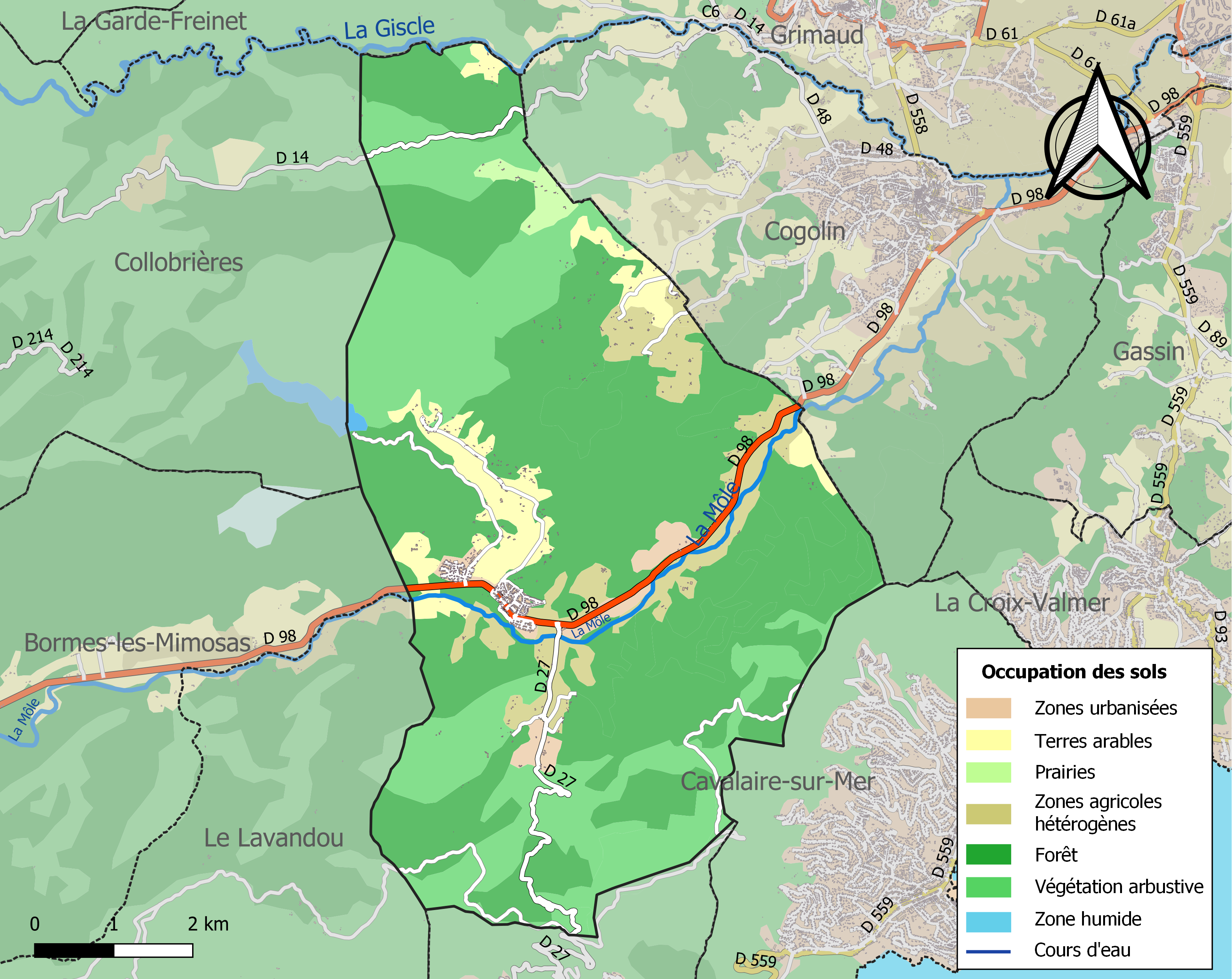
Carte des infrastructures et de l'occupation des sols de la commune en 2018 (CLC).

### Habitat et logement
En 2018, le nombre total de logements dans la commune était de 822, alors qu'il était de 758 en 2013 et de 593 en 2008.
Parmi ces logements, 70,6 % étaient des résidences principales, 24,3 % des résidences secondaires et 5,1 % des logements vacants. Ces logements étaient pour 71,3 % d'entre eux des maisons individuelles et pour 27,5 % des appartements.
Le tableau ci-dessous présente la typologie des logements à la La Môle en 2018 en comparaison avec celle du Var et de la France entière. Une caractéristique marquante du parc de logements est ainsi une proportion de résidences secondaires et logements occasionnels (24,3 %) inférieure à celle du département (25,4 %) mais supérieure à celle de la France entière (9,7 %). Concernant le statut d'occupation de ces logements, 57,8 % des habitants de la commune sont propriétaires de leur logement (58,8 % en 2013), contre 58,4 % pour le Var et 57,5 % pour la France entière.
| Typologie                                               | La Môle | Var  | France entière |
| ------------------------------------------------------- | ------- | ---- | -------------- |
| Résidences principales (en %)                           | 70,6    | 68,5 | 82,1           |
| Résidences secondaires et logements occasionnels (en %) | 24,3    | 25,4 | 9,7            |
| Logements vacants (en %)                                | 5,1     | 6,1  | 8,2            |

### Planification de l'aménagement
La commune est dotée d'un plan local d'urbanisme depuis le 16 décembre 2019,.
Le Schéma de cohérence territoriale (SCoT) recouvre les anciens cantons de Grimaud et de Saint-Tropez.

### Voies de communications et transports
La Môle est située sur le trajet de l'ancienne route nationale 98 (aujourd'hui RD 98).
Des navettes communales desservent son territoire.
L'Aéroport du Golfe de Saint-Tropez - La Môle, situé à La Môle, est de par sa taille, l'un des plus petits aéroports internationaux du monde

### Risques naturels et technologiques
Commune située dans une zone de sismicité faible.

## Politique et administration

### Rattachements administratifs et électoraux

#### Rattachements administratifs
La commune se trouve dans l'arrondissement de Draguignan du département du Var.
Elle faisait partie depuis 1801 du canton de Saint-Tropez. Dans le cadre du redécoupage cantonal de 2014 en France, cette circonscription administrative territoriale a disparu, et le canton n'est plus qu'une circonscription électorale.

#### Rattachements électoraux
Pour les élections départementales, la commune fait partie depuis 2014 du canton de Sainte-Maxime
Pour l'élection des députés, elle fait partie de la quatrième circonscription du Var.

### Intercommunalité
La Môle est membre de la communauté de communes du golfe de Saint-Tropez, un établissement public de coopération intercommunale (EPCI) à fiscalité propre créé en 2013 et auquel la commune a transféré un certain nombre de ses compétences, dans les conditions déterminées par le code général des collectivités territoriales.

### Liste des maires
| Période                                  | Période                        | Identité           | Étiquette | Qualité                                                                                            |
| ---------------------------------------- | ------------------------------ | ------------------ | --------- | -------------------------------------------------------------------------------------------------- |
| Les données manquantes sont à compléter. |                                |                    |           | |
|                                          |                                |                    |           | |
| mars 2001                                | 2008                           | Guy Sauron         | RPR       | |
| mars 2008                                | mars 2014                      | Gabriel Ciarimboli | DVG       | |
| mars 2014,                               | mai 2020                       | Raymond Cazaubon   | SE        | Administrateur territorial                                                                         |
| mai 2020                                 | octobre 2022                   | Stéphan Gady       | SE        | Avocat, enseignant universitaire Mandat écourté par la démission d'une partie du conseil municipal |
| octobre 2022,                            | En cours (au 16 décembre 2022) | Sophie Bardollet   | SE        | Commerçante                                                                                        |

### Budget et fiscalité 2019
En 2019, le budget de la commune était constitué ainsi :
- total des produits de fonctionnement : 1 401 000 €, soit 976 € par habitant ;
- total des charges de fonctionnement : 1 407 000 €, soit 980 € par habitant ;
- total des ressources d'investissement : 109 000 €, soit 76 € par habitant ;
- total des emplois d'investissement : 484 000 €, soit 337 € par habitant ;
- endettement : 102 000 €, soit 71 € par habitant.

Avec les taux de fiscalité suivants :
- taxe d'habitation : 13,39 % ;
- taxe foncière sur les propriétés bâties : 7,13 % ;
- taxe foncière sur les propriétés non bâties : 72,54 % ;
- taxe additionnelle à la taxe foncière sur les propriétés non bâties : 0,00 % ;
- cotisation foncière des entreprises : 0,00 %.

Chiffres clés Revenus et pauvreté des ménages en 2018 : médiane en 2018 du revenu disponible, par unité de consommation : 22 760 €.

### Jumelages
| La Môle Gainesville |

Ville jumelée avec Gainesville en  Floride.

## Équipements et services publics

### Eau et déchets
La Môle dispose d'une station d'épuration d'une capacité de 1 900 équivalent-habitants.

### Enseignement
Établissements d'enseignements :
- école maternelle ;
- école primaire ;
- collèges à Cogolin, Gassin, Bormes-les-Mimosas, Saint-Tropez ;
- lycée du golfe de Saint-Tropez, établissement d'enseignement secondaire situé sur la route départementale 559 à Gassin près du pôle de santé.

### Santé
Professionnels et établissements de santé : médecins à La Môle, pharmacies à Cavalaire-sur-Mer, Cogolin, hôpitaux à Cogolin, Gassin,
Le  pôle de santé du golfe de Saint-Tropez, établissement français de santé du Var, situé à Gassin, composé d'un centre hospitalier public, le centre hospitalier de Saint-Tropez, et d'une clinique privée, la clinique du Golfe.

## Population et société

### Évolution démographique
L'évolution du nombre d'habitants est connue à travers les recensements de la population effectués dans la commune depuis 1793. Pour les communes de moins de 10 000 habitants, une enquête de recensement portant sur toute la population est réalisée tous les cinq ans, les populations de référence des années intermédiaires étant quant à elles estimées par interpolation ou extrapolation. Pour la commune, le premier recensement exhaustif entrant dans le cadre du nouveau dispositif a été réalisé en 2004.

En 2022, la commune comptait 1 502 habitants, en évolution de +5,92 % par rapport à 2016 (Var : +4,98 %, France hors Mayotte : +2,11 %).
| 1793 | 1800 | 1806 | 1821 | 1831 | 1836 | 1841 | 1846 | 1851 |
| ---- | ---- | ---- | ---- | ---- | ---- | ---- | ---- | ---- |
| 209  | 244  | 249  | 201  | 361  | 331  | 309  | 360  | 404  |

| 1856 | 1861 | 1866 | 1872 | 1876 | 1881 | 1886 | 1891 | 1896 |
| ---- | ---- | ---- | ---- | ---- | ---- | ---- | ---- | ---- |
| 429  | 438  | 404  | 401  | 368  | 425  | 493  | 442  | 411  |

| 1901 | 1906 | 1911 | 1921 | 1926 | 1931 | 1936 | 1946 | 1954 |
| ---- | ---- | ---- | ---- | ---- | ---- | ---- | ---- | ---- |
| 438  | 395  | 374  | 440  | 471  | 554  | 545  | 472  | 247  |

| 1962 | 1968 | 1975 | 1982 | 1990 | 1999 | 2004 | 2006 | 2009 |
| ---- | ---- | ---- | ---- | ---- | ---- | ---- | ---- | ---- |
| 262  | 286  | 282  | 344  | 616  | 797  | 806  | 913  | 999  |

| 2014  | 2019  | 2022  | - | - | - | - | - | - |
| ----- | ----- | ----- | - | - | - | - | - | - |
| 1 375 | 1 461 | 1 502 | - | - | - | - | - | - |

### Sports et loisirs
- Médiathèque.

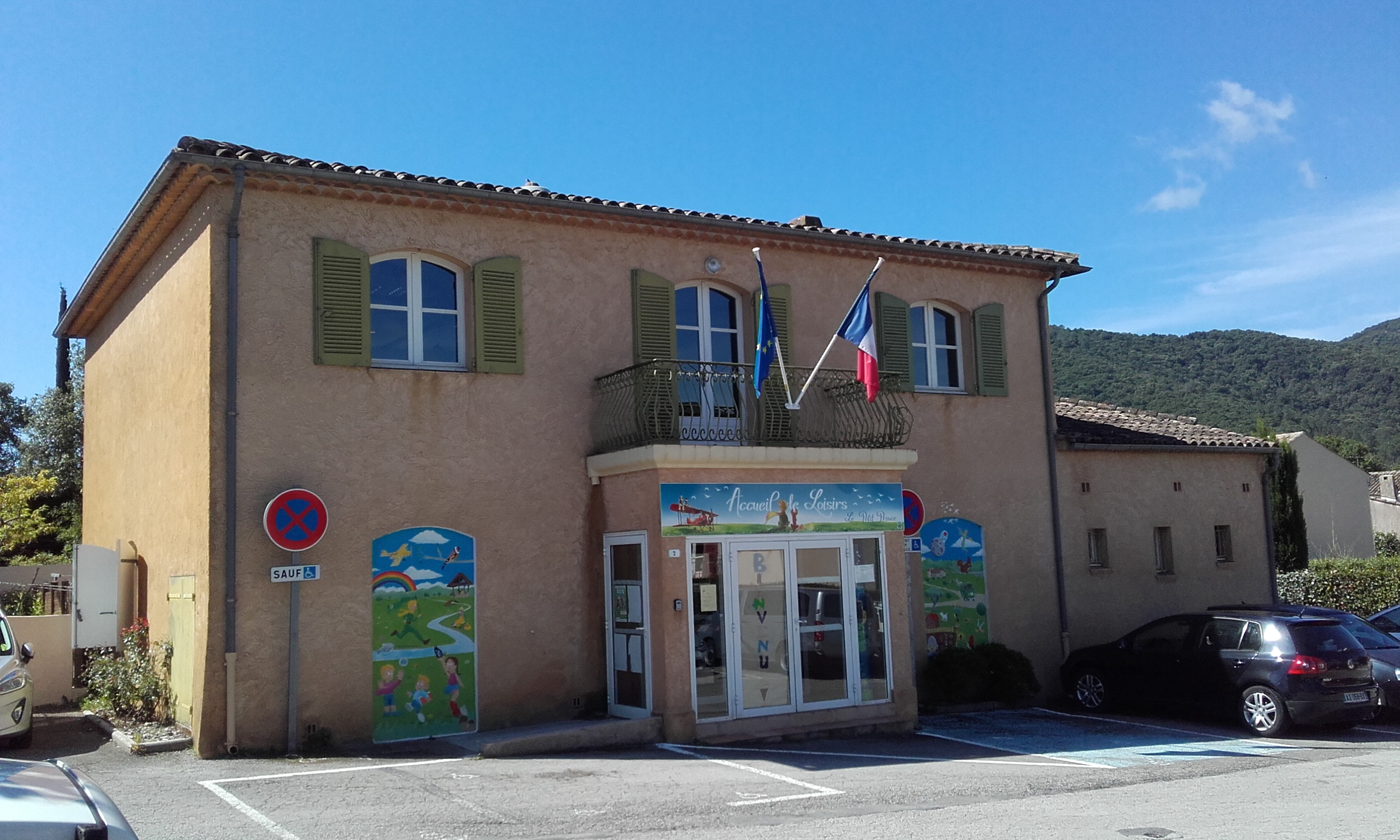
Accueil « Le petit Prince ».

- Accueil de loisirs « Le petit prince »[43].
- Fête de la Sainte Magdeleine[44].
- Union sportive Moloise[45].

### Cultes
- Culte catholique, paroisse Sainte-Marie-Madeleine de La Môle[46], Diocèse de Fréjus-Toulon.

## Économie
- Domaines viticoles :
  - Domaine de la Pertuade[47],
  - Domaine des Murennes[48],
  - Domaine de Siouvette[49].
- Camping, hôtels et restaurants.
- Commerces et services de proximité.

## Culture locale et patrimoine

### Lieux et monuments
- L'oppidum de Montjean, d'époque celto-ligure, au sud de la commune[50].
- Le Bourg castral de La Môle[51]
- Le château de La Môle,
- À 3 km au nord du village se trouve le barrage[52] de la Verne, construit en terre en 1991.
- Chapelle du château[53].
- Bénitier dans la cour de la mairie.
- Habitat rural avec pressoir : maie et meule[54]
- Chapelle Sainte-Magdeleine ou Chapelle du château, ancien castrum Sainte-Magdeleine[55],[56],[57],[58]
- La petite église de 1872, à la façade colorée, comporte au-dessus de l'entrée un cadran solaire où l'on peut lire cette devise : « souviens-toi de vivre »[59].
- Monument aux morts en serpentine, pierre verte du pays[60] : conflits commémorés : 1914-1918 - 1939-1945.

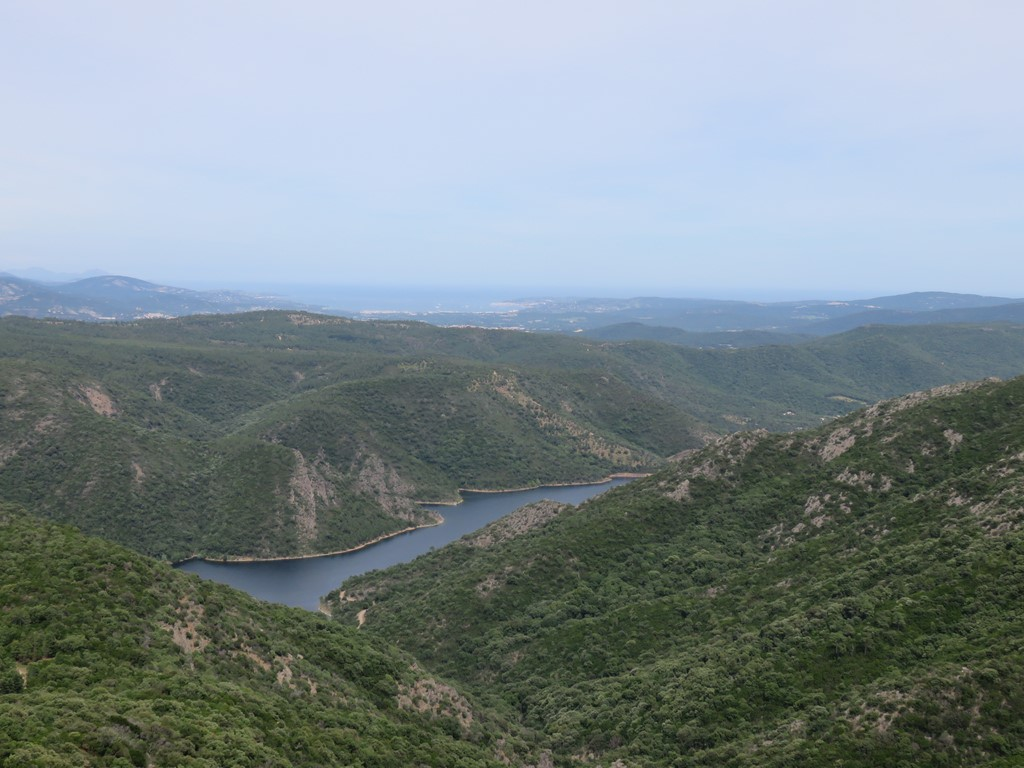
Barrage de la Verne vu depuis la piste de la Capelude.
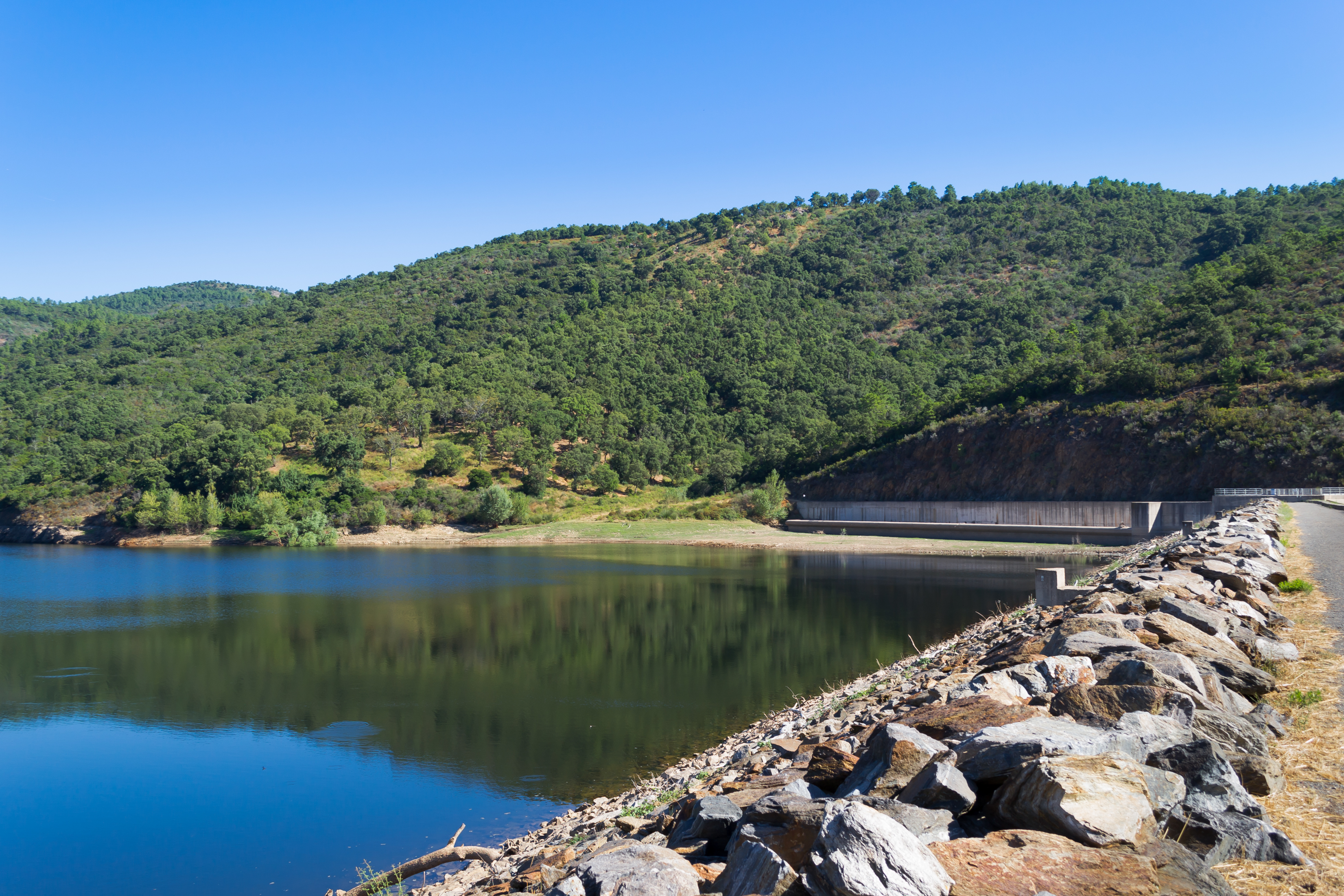
Lac de retenue Verne.
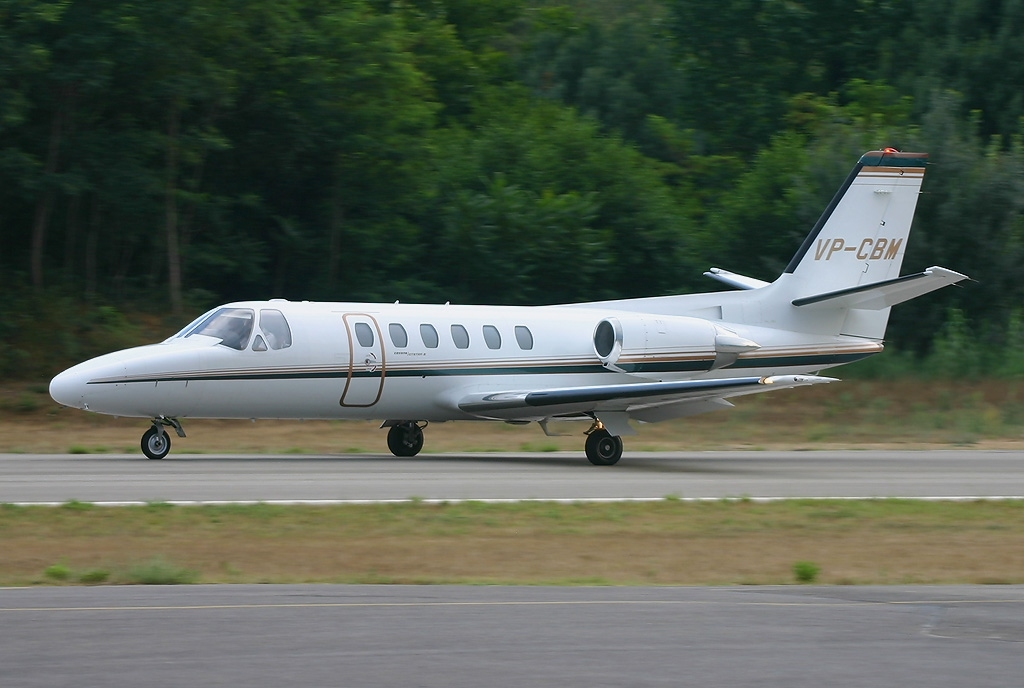
Cessna Citation II sur l'Aéroport de La Môle - Saint-Tropez.

### Personnalités liées à la commune
- Joseph Boniface de La Môle (1526-1574), seigneur du lieu, favori du prince François d'Alençon sous le règne du roi Charles IX,.
- Emmanuel de Fonscolombe (1810-1875), compositeur français qui a habité le château de La Môle ;.
- Antoine de Saint-Exupéry (1900-1944), écrivain, poète, aviateur et reporter français, arrière-petit-fils de Emmanuel de Fonscolombe, a séjourné au château de La Mole avec sa mère née Marie Boyer de Fonscolombe

### Blasonnement
| Blason de La Môle | Blason  | De sinople à la traverse ondée d'argent accompagnée en chef d'une meule de moulin du même. |
| Blason de La Môle | Détails | Armes parlantes. Le statut officiel du blason reste à déterminer.                          |